# Ella Maillart
Ella Maillart (Ginevra, 20 febbraio 1903 – Chandolin, 27 marzo 1997) è stata una scrittrice, fotografa, velista e hockeista su prato svizzera.
Donna dalla personalità poliedrica, si è distinta nei campi più disparati: nel 1924 ha partecipato alle Olimpiadi di Parigi, mentre la sua grande fama come viaggiatrice si costruisce negli anni trenta e quaranta quando viaggia in Unione Sovietica, Asia centrale, Cina, Kashmir, Afghanistan e India.

## Biografia
Nasce nel 1903 a Ginevra. Il padre è un commerciante di pellicce dalla mente molto aperta e dai numerosi interessi. La madre, una danese indipendente appassionata di sport, la porta ogni domenica a sciare, cosa che a quei tempi era considerata piuttosto singolare. Già a quell'età Maillart inizia ad appassionarsi alle mappe e ai libri d'avventura.
Nel 1913 la famiglia si trasferisce a Creux de Genthod, una località a 7 km da Ginevra, sull'omonimo lago. Lì incontra Hermine (“Miette”) de Saussure, la figlia di un ufficiale navale svizzero, con cui stringe una forte amicizia. Lo sci d'inverno, il lago d'estate e i libri tutto l'anno cementano quest'amicizia.
Il soprannome di Maillart è "Kini". Qui decide di potenziare la sua gracile salute con lo sport.

### Anni 1916-1921
Maillart diventa una provetta sciatrice. Dal lato velistico, Maillart e de Saussure si cimentano alla guida di scafi sempre più grandi, nelle ventose acque del lago di Ginevra. A 13 anni vincono le prime regate. A 16, Maillart fonda il primo circolo femminile di hockey su ghiaccio della Svizzera di lingua francese, lo Champel Hockey Club. Nelle due amiche cresce l'odio per la guerra che distrugge l'Europa. In questo periodo divorano un libro al giorno, sognando viaggi e avventure in terre lontane.

### Anni 1922-1923
Miette de Saussure compra uno sloop, una barca da 21 piedi, dal famoso costruttore di aerei Louis Charles Breguet (nipote del famoso orologiaio Abraham-Louis Breguet): ora sono pronte a partire. Da sole e senza neanche un motore ausiliario salpano per la Corsica. Appena ventenni, ricevono un tributo da eroine al loro rientro a Cannes. Diventano amiche del famoso navigatore Alain Gerbault che sta finendo di ritoccare il suo Firecrest prima di partire per la sua celebre traversata in solitario dell'Oceano Atlantico, una delle prime della storia.

### Anni trenta

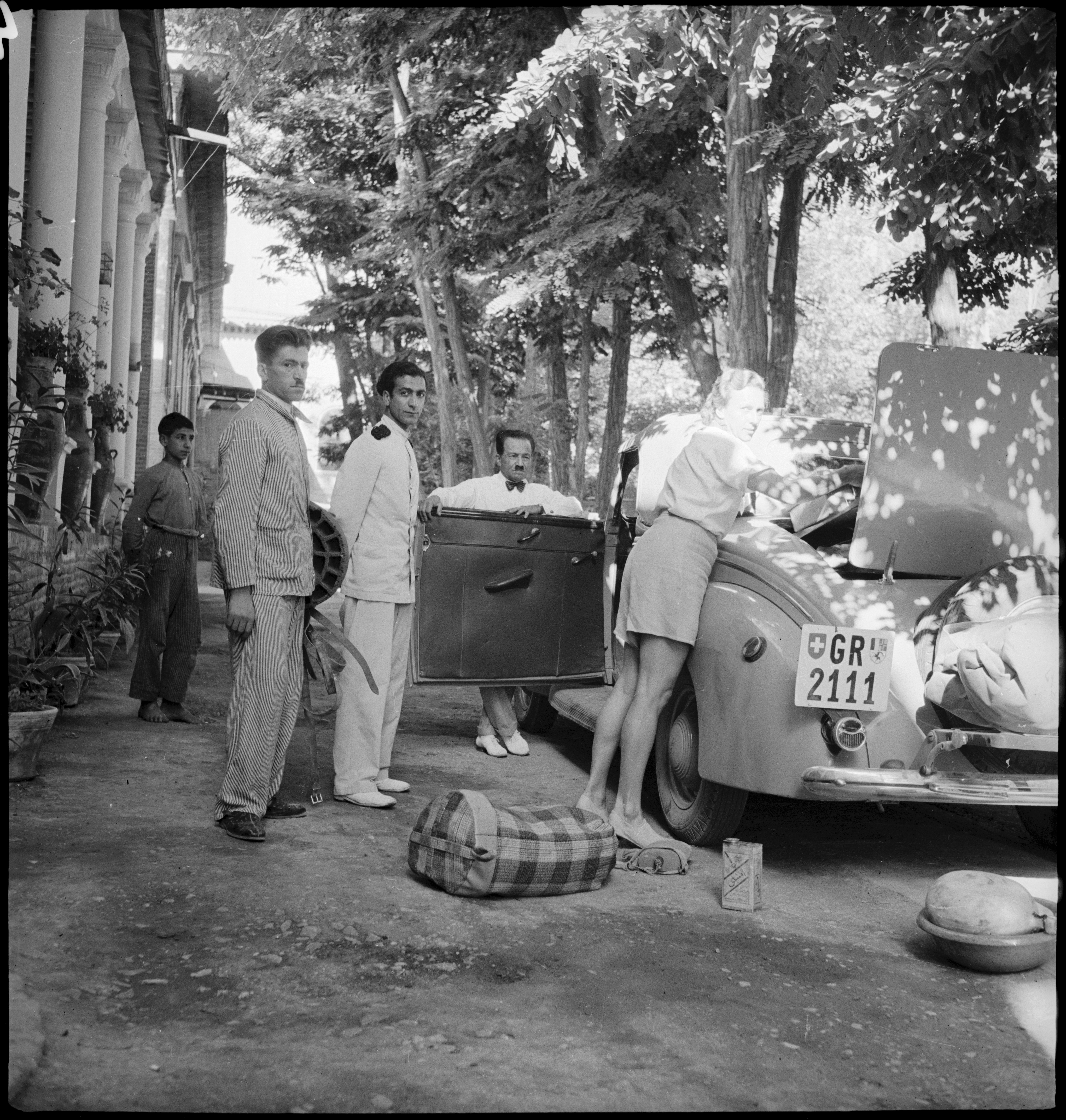
Ella Maillart in Iran (1939 o 1940)

Nel 1930, aiutata finanziariamente dalla vedova di Jack London, parte per Mosca. Due anni dopo pubblica il suo primo libro: Parmi la jeunesse russe. Nel 1932 viaggia attraverso il Turkestan russo. Il racconto di quel viaggio diventa il suo secondo libro: Des Monts célestes aux Sables rouges (Turkestan solo nella traduzione inglese, Vagabonda nel Turkestan in italiano). Nel 1935 affronta, assieme a Peter Fleming, una traversata di sette mesi della Cina, da Pechino verso il Kashmir, attraverso i deserti dell'Asia centrale. Dopo quel viaggio, nel 1937, pubblica Oasi proibite, mentre Fleming pubblica il resoconto dello stesso viaggio con il titolo News from Tartary.
Nel giugno del 1939 parte dalla Svizzera alla volta dell'Iran in compagnia di Annemarie Schwarzenbach. Al termine del loro itinerario, la Maillart scrive un libro che in italiano è tradotto con il titolo La via crudele. Due donne in viaggio dall'Europa a Kabul (EDT, Torino, 2001) e dove la Schwarzenbach è descritta con lo pseudonimo Christina.
I diari, i filmati e le fotografie realizzate dalla Maillart in questo celebre viaggio sono alla base del film di montaggio Ella Maillart - Double Journey di Mariann Lewinsky e Antonio Bigini.

## Opere
- Parmi la jeunesse russe, da Mosca al Caucaso, 1932.
- Vagabonda nel Turkestan (Des Monts Célestes aux Sables rouges), 1934, viaggio nell'Asia centrale russa.
- Oasi proibite - Una donna in viaggio da Pechino al Kashmir (Oasis interdites. De Pékin au Cachemire), 1937, relazione del viaggio con Peter Fleming.
- La Vagabonde des mers, 1942, sui suoi viaggi per mare.
- La via crudele - Due donne in viaggio dall'Europa a Kabul (La Voie cruelle, Deux femmes, une Ford vers l'Afghanistan), 1947, viaggio con Annemarie Schwarzenbach.
- Ti-Puss (Ti-puss ou En Inde avec ma chatte), 1951, scritto quando passa 5 anni in India.
- Crociere e carovane - La mia vita, i miei viaggi (Croisières et caravanes) 1951.
- The Land of the Sherpas, 1955, foto e commenti su di un viaggio in Nepal.
- La Vie immédiate, 1991, foto di Ella Maillart accompagnate da testi del suo amico Nicolas Bouvier.